# Черница (река, впадает в Виштынецкое озеро)
река черница река протекающая через Литву Польшу и Россию (за счет калининградской области) берёт свое начало из озера Мауда в Варминьско-Мазурском воеводстве
Исток реки находится на уровне около 250 м.
Ширина реки в нижнем течении составляет около 5 м, глубина — 0.5 м
Средние высоты рельефа бассейна составляют 240 м
Поименованных притоков река Черница не имеет.
Уклон русла реки составляет 7.2 м/км густота речной сети водосбора — 0.8 км/км².
Водосбор реки относится к Виштынецкому озёрному району.
Площадь реки 25 км
длина реки 10,7 км